# Nicolás Thaller
Nicolás Alejandro Thaller (Lanús, Buenos Aires, Argentina; 17 de septiembre de 1998) es un futbolista argentino que juega como defensor en Lanús de la Primera División de Argentina.

## Trayectoria
Actualizado al 3 de julio de 2023.
| Club             | País      | Año       | PJ | Goles |
| ---------------- | --------- | --------- | -- | ----- |
| Lanús            | Argentina | 2018-2022 | 49 | 2     |
| Atlético Tucumán | Argentina | 2022      | 12 | 0     |
| O'Higgins        | Chile     | 2023-Act. | 15 | 0     |

|- 
|Colón de Santa Fe
| Argentina
|2025-Act.
| 0
| 0
|}
|-